# Klatrát

Klatrátové dutiny (klece). Například struktura typu I (sI) obsahuje dvanáctistěny složené z pětiúhelníků (5^{12}, na obrázku zcela vlevo) a čtrnáctistěny složené z pěti dvanáctiúhelníků a dvou šestiúhelníků (5^{12} 6^{2}, na obrázku druhý zleva).

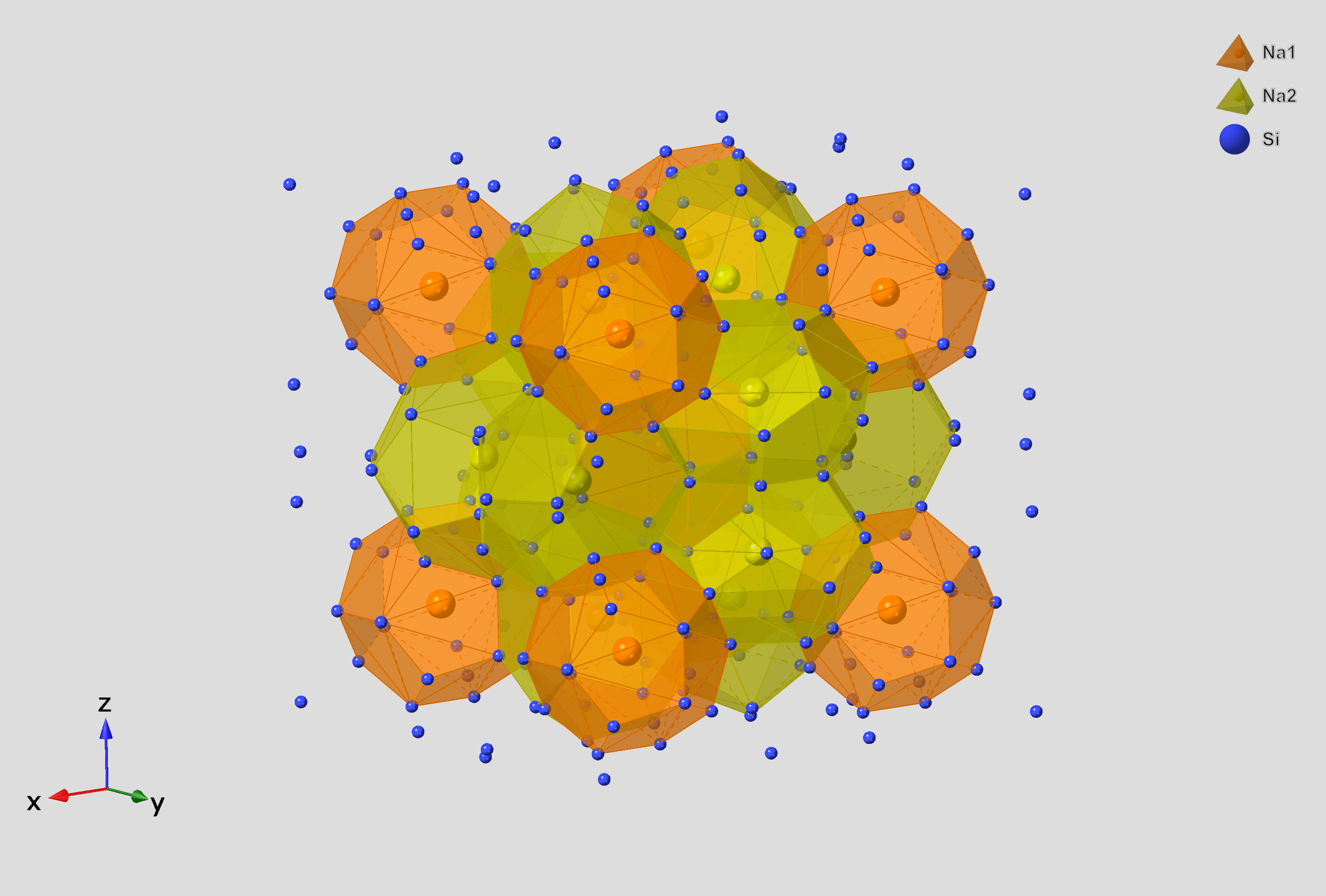
Krystalová struktura Na_{8}Si_{46}. Příklad klatrátu I. typu sestávajícího z dvanáctistěnných (oranžových) a čtrnáctistěnných (žlutých) křemíkových dutin obsahujících atomy sodíku.

Klatrát je chemická látka skládající se z matrice tvořené jednou sloučeninou (hostitelskou), která zachycuje nebo obsahuje molekuly jiné sloučeniny (hostující). Slovo klatrát je odvozeno z latinského clathratus, což znamená „s mřížemi“. Většina klatrátových sloučenin je polymerních a zcela obaluje hostující molekulu. Podle IUPAC jsou klatráty inkluzní sloučeniny, "ve kterých je hostující molekula v kleci tvořené hostitelskou molekulou nebo matricí hostitelských molekul." Termín zahrnuje mnoho molekulárních hostitelů, včetně kalixarenů a cyklodextrinů a dokonce i některých anorganických polymerů, jako jsou zeolity.
Klatráty lze rozdělit na klatrátové hydráty, anorganické klatráty a organické klatráty. Každý klatrát se skládá z matrice hostitelských molekul, která obsahuje dutiny (klece), a hostujících molekul, které jsou v dutinách matrice zachyceny.
Dva nejběžnější typy klatrátových matric jsou označovány typ I (sI) a typ II (sII). Molární podíl molekul matrice v těchto klatrátech je asi 85 %:
- elementární buňku matrice typu I tvoří 46 hostitelských molekul uspořádaných do dvou typů klecí – dvou malých dvanáctistěnných složených z pětiúhelníků (označovaných 512) a šesti velkých čtrnáctistěnných složených z dvanácti pětiúhelníků a dvou šestiúhelníků (512 62), v nichž je uzavřeno celkem 8 hostujících molekul; na jednu hostující molekulu připadá 5,75 hostitelské molekuly (46 molekul matrice na 8 hostujících molekul, tj. molární podíl 85,2 %),
- u typu II je elementární buňka matrice tvořena 136 molekulami (16 malých klecí 512 a 8 velkých šestnáctistěnných klecí 512 64; na jednu hostující molekulu připadá 52⁄3 hostitelské molekuly (136:24, tj. molární podíl 85 %).

Matrice klatrátových hydrátů je tvořena molekulami vody, které se "samoasociují" prostřednictvím vodíkových vazeb. Malé (tzv. hostující) molekuly (metan, oxid uhličitý, vodík) jsou pak v hydrátech zachyceny. Interakce hosta s hostitelem je omezena na Van der Waalsovy síly. Určité výjimky existují v semiklatrátech, kde se hostující molekuly začleňují do hostitelské matrice prostřednictvím vodíkových vazeb s hostitelskými molekulami. Při nižším podílu hostujících molekul se matrice částečně zhroutí na některou krystalovou strukturu ledu. Klatrátové hydráty jsou stabilní při nízkých teplotách a vysokém tlaku a mají podobné vlastnosti jako led (například elektrický odpor), jejich teplota tání je však o několik °C vyšší. Klatrátové hydráty se přirozeně vyskytují v permafrostu a oceánských sedimentech.
Matrice anorganických klatrátů je vázána kovalentně, hosty jsou typicky alkalické kovy nebo kovy alkalických zemin. Díky silnější kovalentní vazbě jsou klece obvykle menší než u klatrátových hydrátů. Hostující atomy interagují s hostitelem iontovými nebo kovalentními vazbami. Většina stabilních anorganických klatrátů má klece plně obsazené hostujícími atomy. Anorganické klatráty mohou být syntetizovány přímou reakcí v kulovém mlýně při vysokých teplotách nebo krystalizací z taveniny. Vzhledem k rozmanitosti hostitelských a hostujících prvků jsou anorganické klatráty chemicky mnohem rozmanitější než klatrátové hydráty a mají širokou škálu vlastností. Nejpozoruhodnější je, že mezi anorganickými klatráty lze nalézt jak izolanty, tak i supravodiče (Ba8Si46). Společnou vlastností anorganických klatrátů, která vědce zaujala, je nízká tepelná vodivost. Ta je přisuzována schopnosti hostujícího atomu "vibrovat" v rámci hostitelské struktury, což rozptyluje fonony, které přenášejí teplo.